# おやすみ日本 眠いいね!
『おやすみ日本 眠いいね!』（おやすみにっぽん ねむいいね!）は、NHK総合テレビジョンで放送されているバラエティ番組（深夜番組）。

## 概要
「日本中の“眠れない声”を募集し、懐の深い出演者たちがそれに耳を傾ける」ことをテーマにしたテレビ番組。2012年1月10日未明（9日深夜）にNHK番組たまごの企画の一つとして初回放送が行われ、好評を博したことから、おおむね年3回の割合に放送されていた。脚本家の宮藤官九郎と又吉直樹（ピース）の進行役に、レギュラー放送から進行補助役のアナウンサー1人（これまでに赤木野々花、池田伸子、千葉美乃梨、佐藤あゆみ、庭木櫻子、橋詰彩季、浅野里香、森田茉里恵が担当）、さらに複数のゲストを交えて生放送で放送される。
番組の主たるコンセプトは「全国の眠れぬ人々が眠れるまで放送する」ことであり、番組全般を通じて視聴者を眠りに誘うような低いテンションで放送される。主軸となる企画は「全国からの『眠れない声』に応える」というもので、事前に公式サイトなどを通じて「あなたが眠れないモヤモヤ」を募集し、これに出演者同士のトークにより答えていく（時には投稿者と直接電話でやりとりする）というものである。基本的に「悩んでいる人が安心して眠れる」ことが目的のため、いわゆる「お悩み相談番組」と異なり、悩みに対する明快な答えを求めているわけではない。
そのほか「眠いい企画」として、市原悦子朗読による「日本眠いい昔ばなし」をはじめとする様々なVTRや中継、ミュージシャンの選んだ「眠いい!」音楽の紹介などを交えて放送される。
そしてこの番組の最大の特徴は「（基本的に）放送終了時間未定」という点にある。これは、視聴者が眠くなったときにテレビの「眠いいね!」ボタンを押すと、全国で「眠いいね!」ボタンが押された数字が番組側で集計され、その数が番組放送開始後に発表される一定数以上にならないと放送が終了しないという仕組みになっているためである。番組編成上は一応の終了時間が定められているが、この番組の後が「映像散歩」（フィラー）であることを利用して自由に放送枠を設定しているものであり、理論上は早朝のインターミッション（局名告知）が放送開始される4時（前日28時）過ぎまで延長可能ということになっている（実際には放送開始から2時間少々が経過した3時（前日27時）台で終了している）。なお、第3回（2012年9月）はNHK側の都合であらかじめ放送終了時間が決まっていた（後述）。
2013年1月の第4回放送（後述）に先駆けて、関連企画として過去に放送した「日本眠いい昔ばなし」に市原悦子による顔出しあいさつを加えて再構成したミニ番組『おやすみ日本ぷち』が2012年12月から翌年1月にかけて、総合テレビの深夜に不定期放送されていた。公式サイトでも動画配信されているほか、以後の回の放送前にも不定期放送されている。
日経BPの制定した「ソーシャルテレビ・アワード 2014」にて特別賞を受賞している。
6年間の特別番組としての放送を経て、2018年4月からは月1回・日曜日未明（土曜日深夜・「シブヤノオト」「テンゴちゃん」「今夜も生でさだまさし」と同時間枠）でのレギュラー放送に移行した。
2019年1月13日放送分で、「日本眠いい昔ばなし」担当の市原悦子が「盲腸による入院」との理由で7年前の番組開始前に収録した話を放送したが、前日の12日に心不全により死去していたことが放送後に発表された。これに伴い、2019年2月17日の本番組終了後に、又吉がナビゲーターを務める『市原悦子さん　ありがとうスペシャル』を放送。
レギュラー放送としては2019年度末で一旦終了し、以後は再度不定期放送に戻っている。

## 放送内容

### 特番時代第1期（2012年1月 - 2018年3月）
第1回
2012年1月10日未明（9日深夜）放送。実際の放送時間は0:50 - 3:08（放送時間138分、番組表上の予定終了時刻は2:50）。25万「眠いいね!」達成で放送終了となった。
出演は宮藤、又吉の他、勝地涼、細野晴臣。細野は番組途中で眠くなってしまい、途中で退場した。
企画VTRとして、大河ドラマ『平清盛』に出演する加藤あい・りょう・松雪泰子が『平清盛』出演時の衣装のまま、ひたすら羊を数えるという「眠れる声の美女」が放送された。
なお、睡眠について学問的に答えるために医学博士がスタンバイしていたが、出演者が呼ぶのを忘れ、出番が全くなかった。
「日本眠いい昔ばなし」は『魚女房』と『桃太郎』。
第2回
2012年5月6日未明（5日深夜）放送。実際の放送時間は0:55 - 3:15（放送時間140分、番組表上の予定終了時刻は2:55）。30万「眠いいね!」達成で放送終了となった。
出演は宮藤、又吉の他、中村獅童、鈴木慶一。又吉が仕事の都合で遅れたため、番組冒頭のみあべこうじが又吉の代わりに出演した。
今回は、「眠いい街角」として、都内の3箇所（新宿のバッティングセンター、馬込のラーメン店、大塚のコインランドリー）に設置した定点カメラと、都内を回遊する中継車からの車窓映像を随時挿入した。
前回一度も呼ばれなかった医学博士がこの回もスタンバイしており、前回のお詫びも兼ねて宮藤らから電話で何度も呼ばれ、睡眠に関する話をした。
「日本眠いい昔ばなし」は『なまくら太郎』。
第3回
2012年9月3日未明（2日深夜）放送。放送時間は0:10 - 1:35（放送時間85分）。
9月3日がだいたいの学校の始業式と睡眠健康推進機構（公益財団法人 精神・神経科学振興財団）の定めた「睡眠の日」にあたるため放送日に決定したが、この日がNHKが全国で定期的に実施している「放送設備の保守・点検のための放送休止」と重なってしまったため、放送時間を延長することができず、シリーズで初めて放送時間が前述の時間帯で固定されることになった。このため、放送終了時間を決める「眠いいね!」ボタンを押したときには、押された数によってスタジオの照明がだんだん暗くなるというこれまでとは違う演出が行われ、15万「眠いいね!」達成でスタジオ内が真っ暗になった（最終的に25万「眠いいね!」まで到達）。
出演は宮藤、又吉の他、田辺誠一、矢野顕子。矢野は生歌も披露した。
「日本眠いい昔ばなし」は『こんな晩』。
第4回
2013年1月7日未明（6日深夜）放送。放送時間は0:35 - 3:58（放送時間は203分、番組表上の予定終了時刻は2:35）。今回はNHK-FM放送でも同時放送し、テレビ終了後も「反省会」と称してラジオ限定の延長放送を行った（1:00から飛び乗り、反省会を含めて4:05までの放送。ラジオ深夜便は番組終了後からの短縮放送）。
出演は宮藤、又吉の他、小池徹平、早川義夫。早川は生演奏も披露した。
今回の放送では80万の「眠いいね!」を目標としたこともあり、放送時間が番組史上最長時間となり、最大放送可能時間の4:05まであとわずかまで迫った。今回の放送では目標の「眠いいね!」を達成すると、スタジオ内にシャボン玉が流れるという演出があったが、2時間半かけて50万「眠いいね!」を記録後、80万「眠いいね!」に到達する前に誤ってシャボン玉が流れるというアクシデントが起きた。なお、今回は市原悦子の声による「眠いいね!」も用意されており、運が良ければ「眠いいね!」ボタンを押して市原版を聴くことができた。
「日本眠いい昔ばなし」は香川県の『おおきな旅』。「眠いい街角」の中継は、都内の3箇所（板橋のタクシー会社、西蒲田の美容室、池袋のボウリング場）に設置した定点カメラと、都内を回遊する中継車からの車窓映像。
第5回
2013年4月1日未明（3月31日深夜）放送。放送時間は0:30 - 3:10（放送時間は160分、番組表上の予定終了時刻は2:30）。50万「眠いいね!」達成で放送終了となった。
出演は宮藤、又吉の他、生田斗真、遠藤賢司。遠藤は生演奏も披露した。
今回も前回同様、NHK-FM放送での同時放送を行った（1:00から飛び乗り、反省会を含めて3:20まで放送、引き続き4:00まで「おやすみ日本」のセレクトした音楽を放送）ほか、同時間帯にNHKラジオ第1放送で放送している『ラジオ深夜便』のスタジオを出演者が生訪問するコラボレーション企画を実施、この日のアンカー・明石勇が出演して一時的に3波同時放送となった。
企画VTRとして、第1回以来の「眠れる声の美女」を放送。今回は、宮藤が脚本を手がけ、放送日（4月1日）が初回となる連続テレビ小説『あまちゃん』に出演する能年玲奈と橋本愛が、羊ならぬウニを数える様子が放送された。
「日本眠いい昔ばなし」は『海の果て』。
第6回
2013年9月22日未明（21日深夜）放送。今回は編成上の都合により、放送時間が通常より遅い1:20 - 3:20（放送時間は120分、番組表上の予定終了時刻は2:50）となったことから、「おやすみ日本 眠いいね! の生予告」と題して、21日23:30 - 24:00の枠で事前告知番組を放送した。60万「眠いいね!」達成で放送終了となった。
出演は宮藤、又吉の他、片桐はいり、森山良子。森山は生演奏も披露した。
今回は宮藤が脚本を手がけた連続テレビ小説『あまちゃん』の最終週直前にあたったことから『あまちゃん』に関連した企画が複数盛り込まれ、『あまちゃん』のキャスト（小池徹平、荒川良々、村杉蝉之介）の電話による生出演があったほか、『あまちゃん』のロケ地である岩手県久慈市の人々がスタジオ内でドラマにもたびたび登場したまめぶ汁を作る企画があったほか、さらに「眠いい街角」の中継は六本木のケバブレストランからの中継であった。
「日本眠いい昔ばなし」は『桃の子太郎』。
第7回
2014年5月9日未明（8日深夜）放送。放送時間は1:00 - 3:40（放送時間は160分、番組表上の予定終了時刻は3:00）。今回から「眠いいね!」ボタンがスマートフォンやタブレット端末にも対応するようになったことから「眠いいね!」の増加の勢いがこれまでに比べて大きくなり、初の100万超えとなる130万「眠いいね!」達成で放送終了となった。90万に達した時点で、牛乳やバナナを使った、眠くなる飲み物が振る舞われた。
出演は宮藤、又吉の他、塚地武雅、由紀さおり。由紀は生歌も披露したが、これまでのゲストのような弾き語りではなく、ジャズトリオ（ピアノ：佐山雅弘、ベース：川村竜、ギター：馬場孝善）をバックにしたライブ演奏となった。
7回目にして初めて「平日（木曜日）の夜」（金曜日の未明）に放送することになった。これは、木曜日夜のコントバラエティ番組『LIFE!〜人生に捧げるコント〜『とのコラボレーション企画を行うためで、宮藤が同番組にゲスト出演した返礼として企画されたもの。『LIFE!』のレギュラーである塚地が出演するほか、『LIFE!』放送直後の22時43分から2分間の「生予告」を行う。また、内村光良が「眠れる声の美女」ならぬ「眠れる声の座長」としてVTR出演（黒子役で坪倉由幸も出演）。「眠いい街角」の中継は江戸川区の葛西臨海水族園にある、東京湾の生態系を再現した水槽からの中継であった。
「日本眠いい昔ばなし」は福井県の『猿ヶ島』。
第8回
2014年10月13日未明（12日深夜）放送。放送時間は0:50 - 3:35（放送時間は165分、番組表上の予定終了時刻は3:20）。今回からメッセージだけではなく、画像の投稿を受け付けるようになった。
台風19号が日本に接近中であり、TVのデータ放送と台風情報のL字テロップが干渉する可能性があったことから「眠いいね!」ボタンは公式サイト（PC・スマートフォン・タブレット）のみ有効とするとともに、台風情報を画面右下で表示し、毎正時には15 - 18分程度のニュースを挿入した。
スマートフォン・タブレットの「眠いいね!」ボタンに連打機能を実装したことから最初のニュース明け（1:17頃）の時点で680万以上の「眠いいね!」が集まるなど前回以上のハイペースで「眠いいね!」が集まったため、当初目標を4000万としたものの、途中のニュース中断や、スマートフォン画面の不具合などで勢いが鈍り、3時（前日27時）のニュース明けのタイミングで2500万に変更、そこから20分と経たずに終了した。なお、スタジオのカウンターも今回から8桁表示可能なものにリニューアルされ、目標達成時に色が変わる演出がされた。
出演は宮藤、又吉の他、Char、トリンドル玲奈。Charは生演奏も披露し、宮藤もギターで参加した。
番組後半には東京オリンピック開催から50周年を記念し、1964年当時の世相を映した映像を流した。
「眠いい街角」は1964年に完成した首都高速道路平和島パーキングエリア（上り線）の自動販売機スペースから。「日本眠いい昔ばなし」は和歌山県の『きんぷくりんとかんぷくりん』。
第9回
2015年2月15日未明（14日深夜）放送。放送時間は0:50 - 3:00（放送時間は130分、番組表上の予定終了時刻は2:50）。前回よりわずかに多い2510万「眠いいね!」達成で放送終了となった。
出演は宮藤、又吉の他、星野源、麻生久美子。星野は生演奏も披露した。
今回の「眠いい街角」は新たな企画として、都内某所（番組内で渋谷駅前であることを公表）に「眠いい電話BOX」と題した電話ボックスを設置し、スタジオの宮藤らとつないで直接「眠れない声」を聞く試みが行われた。また、「眠れない“告白”動画」として14秒の動画の投稿を受け付けたが、応募がわずか3通しかなく（うち2通は以前の回で出演した田辺誠一と中村獅童）、すべての応募者の動画が放送された。
「日本眠いい昔ばなし」は鹿児島県の『竜宮女房』。
第10回
2015年8月2日未明（1日深夜）放送。放送時間は0:50 - 3:25（放送時間は155分、番組表上の予定終了時刻は3:30）。3710万「眠いいね!」達成で放送終了となった。
出演は宮藤、又吉の他、森山直太朗、吹石一恵。森山は生演奏も披露した。
今回は「眠いいざこね」と題して、視聴者10名程度（NHKネットクラブプレミアム会員限定）をスタジオに招き、スタジオ内で“雑魚寝”してもらおうという企画が行われた。放送中のスタジオの一角に雑魚寝スペースが設けられ、宮藤らのスペースとはカーテンで仕切られていた。「眠いい電話BOX」はスタジオ内に置かれ、雑魚寝参加者と電話でつないだ。
放送10回目を記念して、「眠いいお祝い動画」として、過去の出演者の細野晴臣、Char、星野源、矢野顕子、麻生久美子、市原悦子から動画メッセージが寄せられたほか、田辺誠一から絵のメッセージが寄せられた。星野や麻生からは又吉の芥川賞受賞のお祝いも寄せられた。
「日本眠いい昔ばなし」は戦後70年関連企画の「日本眠いいちょこっと昔ばなし」として、戦後の若者文化を過去の資料映像で紹介した『太陽とタケノコと若者』。
SPで放送終了時間が予定よりも前倒しされたのは現在この回のみである。
第11回
2015年12月29日放送。放送時間は23:25 - 12月30日1:50（放送時間は145分、番組表上の予定終了時刻は12月30日1:25）。2015万「眠いいね!」達成で放送終了となった。
「モヤモヤ年忘れSP」のサブタイトルが付き、初の「日付またぎ放送」となった。第10回に続き「眠いいざこね」も行われた他、初の試みとして生放送中に番組の裏側を「まもなく眠いいね」のタイトルで動画配信した。
出演は宮藤、又吉の他、向井秀徳、桐谷健太、羽田圭介。羽田はサプライズゲスト扱いで途中から出演。
番組内でムロツヨシに関する投稿が紹介されたのを受けて、番組を見ていたムロ本人から番組に電話がかかり、のちにムロがスタジオに登場して番組途中まで飛び入り出演した。
「日本眠いい昔ばなし」は「とある国（本編では「ニッポン村」）の2015年のはなし」として『真っ白騒動』。
第12回
2016年4月10日未明（9日深夜）放送。放送時間は0:50 - 3:25（放送時間は155分、番組表上の予定終了時刻は2:50）。2016万「眠いいね!」を3:18に達成し放送終了となった。
公式サイト上では「モヤモヤ春らんまんSP」、番組表上は「春のウララの眠いいね!」のサブタイトルがつけられている。
出演は宮藤、又吉の他、坂井真紀、峯田和伸。峯田は安藤裕子に提供した『骨』（9thアルバム「頂き物」に収録）の弾き語り生演奏も披露した。ビデオコメントで長瀬智也も登場。
前々回・前回に引き続き「眠いいざこね」が行われ、指名された時に寝ていない参加者は「眠いい電話BOX」からつなぎ、参加した。当日の前座番組である『着信御礼!ケータイ大喜利』に宮藤が本番組のスタジオから出演するコラボレーションを行った。初企画『ネットde眠いいね』と題し、放送中の番組の舞台裏をあべこうじの実況により公式サイトから生配信された。
「世界眠いい昔ばなし」は『オシーン』で、日本の『浦島太郎』に似たアイルランドの話。
第13回
2016年6月19日未明（18日深夜）放送。放送時間は0:50 - 3:25（放送時間は155分、番組表上の予定終了時刻は2:50）。2018万「眠いいね!」達成で放送終了となった。
今回はNHKの18歳応援プロジェクト「ムズムズエイティーン」とのコラボレーション企画「18歳のムズムズSP」として放送され、「ムズムズ動画」として安藤サクラ・壇蜜・皆川猿時からの投稿動画が放送された。
出演は宮藤、又吉の他、長瀬智也、ROLLY。ROLLYは生ライブを披露した。
「日本眠いい昔ばなし」は『亀の遠足』。
第14回
2017年12月23日・24日に放送。放送時間は23日23:35 - 翌0:00・24日0:05 - 2:31（放送時間は中断時間の5分を除き、171分。番組表上の予定終了時刻は24日2:00）。5000万『眠いいね！』で放送終了。
1年半ぶりの放送となる今回は「実は祝5周年でしたSP」と題して、過去の出演ゲストから細野晴臣、勝地涼、鈴木慶一、中村獅童、矢野顕子、森山直太朗、羽田圭介、向井秀徳、峯田和伸、坂井真紀が出演。
市原悦子が病気療養中だったため、「眠いい昔話」の代わりにスタッフによる5年間の振り返りVTRが放送された。市原は番組内にコメントを寄せる形で参加した。
スタジオでは、ねらわれた学園による『守ってあげたい』と、森山直太朗による『どこもかしこも駐車場』の弾き語りが披露された。
第15回
2018年3月21日・22日に放送。放送時間は21日23:15 - 23:50・22日0:05 - 1:40(放送時間は中断時間の15分を除き、130分。番組表上の放送時間は21日23:15 - 23:50・22日0:05 - 1:30)。前回と同じく5000万眠いいねで放送終了。
特番としては最後の放送で、翌4月より月1回のレギュラー放送となることを記念して「レギュラー決定！おめでとうSP」と題して放送。
出演は宮藤、又吉の他、ピエール瀧、山口一郎。また、山口に急遽呼び出された藤原ヒロシが22日0時台から飛び入り参加。
山口は21日23時台に『新宝島』、放送終了が決定した22日0時台の最後に『グッドバイ』(藤原ヒロシとの共演）をそれぞれアコースティックギターでの弾き語りで披露。山口はテレビの音楽番組でアコギをほとんど用いないため、異例の演奏シーンでもあった。
第10回以降恒例となっていた「眠いいざこね」は今回は行われず、代わりにセットに足湯を設置した「眠いい足湯」が行われた。
この回の「日本眠いい昔話」ナレーション収録で市原悦子が1年5ヶ月ぶりに仕事復帰。兵庫県の民話である「亀の使い」が放送された。
第9回以来の10分延長であり、あらかじめ終了時間が固定されていた第3回を除いて、特番としての放送では最も早く放送が終了した。

### レギュラー放送時代（2018年4月 - 2020年3月）
回数は特番時代からの通算。番組表上での当初予定の放送時間は下記の通り。
- 2018年度：0:05 - 2:00[13]（2019年1月13日放送分は0:05 - 1:45[36]）
- 2019年度：0:35 - 2:30[3]

| 回 | 放送日                      | 放送時間                   | 「眠いいね」カウント | ゲスト                                   | Web                |
| -- | --------------------------- | -------------------------- | -------------------- | ---------------------------------------- | ------------------ |
| 16 | 2018年4月22日               | 0:05 - 2:25                | 2300万               | 八代亜紀、塚本高史                       | [ 37 ]             |
| 17 | 2018年5月20日               | 0:05 - 2:22                | 2800万               | 前野健太、YOU                            | [ 38 ]             |
| 18 | 2018年6月10日               | 0:21 - 2:50                | 3000万               | 千葉雄大、コムアイ（水曜日のカンパネラ） | [ 40 ]             |
| 19 | 2018年7月22日               | 0:05 - 2:30                | 2500万               | シシド・カフカ、木村充揮（憂歌団）       | [ 41 ]             |
| 20 | 2018年8月12日               | 0:05 - 2:50                | 3000万6969           | 岡村靖幸                                 | [ 42 ]             |
| 21 | 2018年9月23日               | 0:05 - 2:32                | 6500万               | 村治佳織、阿部サダヲ                     | [ 45 ]             |
| 22 | 2018年10月21日              | 0:05 - 2:37                | 2472万9000           | 西加奈子、夏木マリ                       | [ 48 ]             |
| 23 | 2018年11月11日              | 0:05 - 2:53                | 3617万               | 平岩紙、上白石萌音                       | [ 49 ]             |
| 24 | 2018年12月28日              | 23:55 - 翌2:51             | 2887万               | ピーター、上白石萌歌                     | [ 50 ]             |
| 25 | 2019年1月13日               | 0:05 - 1:45                | 2600万               | 中村勘九郎、七尾旅人                     | [ 53 ]             |
| 26 | 2019年2月17日               | 0:05 - 2:16                | 4150万               | 柄本時生、宇崎竜童                       | [ 54 ]             |
| 27 | 2019年3月16日 2019年3月17日 | 23:30 - 翌0:00 0:05 - 2:00 | 4390万               | 森山未來、大槻ケンヂ                     | [ 56 ]             |
| 28 | 2019年4月14日               | 0:35 - 2:55                | 2508万               | 永山絢斗、スガシカオ                     | [ 57 ]             |
| 29 | 2019年5月19日               | 0:35 - 2:50                | 2086万8411           | 寺島しのぶ、KREVA                        | [ 58 ]             |
| 30 | 2019年6月16日               | 0:35 - 2:49                | 2510万3000           | 杉咲花、増子直純                         | [ 59 ]             |
| 31 | 2019年8月11日               | 0:35 - 3:04                | 2525万7200           | 夏帆、夏川りみ                           | [ 60 ]             |
| 32 | 2019年9月22日               | 0:05 - 2:26                | 3238万9210           | 三谷幸喜、トータス松本                   | [ 61 ]             |
| 33 | 2019年10月20日              | 0:35 - 2:30                | 3942万0843           | 仲野太賀、大竹しのぶ                     | [ 62 ]             |
| 34 | 2019年11月17日              | 0:35 - 2:47                | 3333万3131           | 川島海荷、東京スカパラダイスオーケストラ | [ 63 ]             |
| 35 | 2019年12月22日              | 0:35 - 3:11                | 6132万0017           | 安藤玉恵、城田優                         | [ 64 ]             |
| 36 | 2020年1月12日               | 0:05 - 2:47                | 6256万               | 壇蜜、浜野謙太                           | [ 65 ]             |
| 37 | 2020年2月16日               | 0:35 - 2:57                | 6187万3000           | 中村七之助、ハナレグミ                   | [ 66 ]             |
| 38 | 2020年3月14日               | 0:35 - 2:50                | 7100万8739           | 松重豊、花村想太                         | [ 67 ] [ 注釈 19 ] |

### 特番時代第2期（2020年度 - ）
第39回
2020年7月18日未明（17日深夜）放送。実際の放送時間は0:15 - 2:39（放送時間144分、番組表上の予定終了時刻は2:00）。3341万4628「眠いいね!」達成で放送終了となった。金曜深夜の放送となった。
出演は宮藤、又吉の他、BOSE（スチャダラパー）。また、進行補助役のアナウンサーはおらず、宮藤が進行役を務める。
通常の円形セットの後方に出演者が胡坐をかいて座り、ソーシャルディスタンスを取って放送された（以後の回も同様）。
恒例の生ライブは行わず、「眠いい音楽の贈り物」として怒髪天の増子直純・上原子友康が憂歌団の「嫌んなった」を、ROLLYが「Dear Music」を演奏した映像が放送された。
第40回
2020年12月20日未明（19日深夜）放送。実際の放送時間は0:05 - 2:39（放送時間154分、番組表上の予定終了時刻は2:00）。3333万3333「眠いいね!」達成で放送終了となった。
出演は出演は宮藤、又吉の他、ゲストは矢野顕子とグループ魂の破壊＆港カヲル。また、進行補助役のアナウンサーは浅野里香が初めて務めた。
矢野は番組テーマを生披露したほか、上白石萌音の朗読による "眠いい童話"「マスク売りの少女」が紹介された。
第41回
2021年1月17日未明（16日深夜）放送。実際の放送時間は0:05 - 2:23（放送時間138分、番組表上の予定終了時刻は2:00）。4618万0000「眠いいね!」達成で放送終了となった。
出演は宮藤、又吉の他、ゲストはDAOKOと浅野忠信。浅野忠信は発熱のためリモートでの出演となったため、スタジオに伊勢志摩も急遽出演。また、進行補助役のアナウンサーは赤木野々花が務めた。
第42回
2021年6月12日から13日にかけて放送。実際の放送時間は6月12日11:45 - 6月13日2:14（放送時間149分、番組表上の予定終了時刻は1:45）。3708万4300「眠いいね!」達成で放送終了となった。
出演は宮藤、又吉の他、ゲストは佐藤隆太。今回は当初から複数のゲストがリモートでの出演となり、森川葵、さかなクン、Matt、上原子友康（怒髪天）が出演。また、進行補助役のアナウンサーは赤木野々花。
森川はダイススタッキングと皿回しを披露したほか、上原子が生歌を披露した。
第43回
2021年7月11日未明（10日深夜）放送。実際の放送時間は0:37 - 3:10（番組表上の予定時刻は0:10 - 2:00）。3910万9000「眠いいね!」達成で放送終了となった。
NHK東日本大震災プロジェクトの一環として、「ご縁あって東北スペシャル」と題して放送。東京2020大会公式文化プログラムのために箭内道彦が企画し宮藤が命名、又吉が物語を書いた巨大操り人形「モッコ」にまつわる話題に触れた。
ゲストは秋田出身の高橋優と連続テレビ小説「あまちゃん」の主役を演じたのん。
第44回
2021年10月2日放送。実際の放送時間は23:45 - 10月3日2:10（番組表上の予定時刻は23:45 - 2:20）。4389万1519「眠いいね!」達成で放送終了となった。
出演は宮藤、又吉の他、ゲストは小泉今日子と渡辺大知。
第45回
2022年1月8日放送。実際の放送時間は23:45 - 10月3日2:35。3746万「眠いいね!」達成で放送終了となった。
出演は宮藤、又吉の他、ゲストは満島ひかりと尾崎世界観。
第46回
2022年8月6日未明(5日深夜)放送。番組表上の予定時刻は0:25 - 2:25(実際の放送時間は0:25- 2:52。)41728300(よい夏休み)「眠いいね!」達成で放送終了となった。
出演は宮藤、又吉の他、アナウンサーは森田茉里恵、ゲストはともさかりえ、松下洸平、朗読は上白石萌音。
又吉と森田はサンシャイン水族館から、ともさかと宮藤は池袋西口公園から出演し、IKEBUSでサンシャイン水族館に合流した。

### 注記
1. ↑  公式サイト内では「深夜にときどき放送中」と表現されていた。
2. ↑  このことを意識してか、進行役の宮藤は、第2弾放送時に「普通、2回目だとパワーアップした番組にしたいと考えますが、この番組の場合は、テレビの前の皆さんに眠ってもらうため、よりパワーダウンした番組にしたいと思います」と述べている[8]。
3. ↑  具体的には地上デジタル放送のデータ放送機能を用いてテレビのデータボタンのうち「青」ボタンを押すと「眠いいね!」ボタンが押される。番組中何度も押せるものの、連続して押せない仕様になっていた。しかし、第38回（2020年3月）から変更され、連続して押せるようになった[9]。尚、臨時ニュースで中断する場合や、災害に関する報道がある際はその兼ね合いで「眠いいね!」ボタンは押せなくなる[10][11]。
4. ↑  2019年度に毎週日曜日の放送に移行し、当番組の前に放送される番組となった[3]。
5. ↑  よく知られている話とは異なる、別バージョンの物語。
6. ↑  番組放送中の公式サイト内にスマートフォン用「眠いいね!」ボタンが表示される。
7. ↑  カウンターの表示が6桁しかないため、100万で一旦表示が0に戻った。
8. ↑  ニューススタジオから放送、担当は中山庸介（1時・2時）、黒田信哉（3時）、気象情報担当の佐藤公俊。
9. ↑  端末ごとの「眠いいね!」カウントが画面に表示される仕様になっていたが、このカウントが「9999」以上に増えない仕様となっていた（カウント自体は9999以降もNHKに送信される仕様になっていた）。
10. ↑  24日0:00 - 0:05は通常編成の『ニュース・気象情報』のため、一時中断。
11. ↑  宮藤官九郎が監督・脚本を務めた映画『少年メリケンサック』を発端に結成された、向井秀徳と峯田和伸のユニット。
12. ↑  23日23:50 - 23:55は『ニュース・気象情報』（祝日のため『ニュースチェック11』代替）、23:55 - 翌0:05は『時論公論』（通常編成）のため一時中断。
13. ↑  野球中継延長および臨時ニュースによる繰り下げ[39]・中断有り[10]。
14. ↑  スタジオゲストは岡村1人であったが、「眠いい電話BOX」（ライジング・サン・ロックフェスティバルの会場内に設置）に峯田和伸（銀杏BOYZ）が飛び入り出演した[42]。
15. ↑  前日（22日）からこの日にかけての『テレビ放送開始65周年 NHK×日テレ コラボデー』の一環で、日本テレビ麹町Gスタジオからの出張生放送。日テレ系で同時間帯に放送されている『Going!Sports&News』土曜版（22日23:55 - 23日0:55）とコラボを実施[43][44][45]。『Going!』から上田晋也と赤星憲広が飛び入り出演した[46]。
16. ↑  番組途中で眠くなったために、途中で退場した[47]。
17. ↑  前日（12日）から22日に番組の展示を行っている伊勢丹新宿店からの出張生放送（番組内では「新宿のデパート」と扱った）[51][52]。
18. ↑  17日0:00 - 0:05に通常編成の『ニュース』による中断があったため、2部構成[55]。
19. ↑  当初この回はさいたま国際芸術祭2020との連動企画として鉄道博物館（さいたま市大宮区）からの生放送が予定されていたが、新型コロナウイルス感染拡大防止のため鉄道博物館の臨時休館が決定したことに伴い、中継が中止となり[68]、通常通りのNHK内スタジオからの放送となった。